# Country blues
El country blues es un género derivado de la música hillbilly que aparece entre 1927 y 1933, básicamente gracias a las grabaciones del músico blanco de Misisipi, Jimmie Rodgers, quien se considera el verdadero creador de la música country.
Rodgers desarrolló un concepto del blues como música folk, entrelazado con las baladas tradicionales de los Apalaches y el yodel, que consiguió un inusitado éxito. El género se consolidó antes de la guerra, con figuras como los Allen Brothers, Darby & Tarlton, Jimmie Davis, Gene Autry, Cliff Carlisle y otros.
El género influyó profundamente en músicos afroamericanos de blues, como Big Joe Williams, Leadbelly, Mississippi John Hurt, Skip James, Tampa Red e, incluso, Howlin' Wolf, quienes desarrollaron variantes del mismo.